# Zonantes nubifer
Zonantes nubifer là một loài bọ cánh cứng trong họ Aderidae. Loài này được LeConte miêu tả khoa học năm 1878.